# Pilas
Pilas er en by og kommune i det sydlige Spanien i provinsen Sevilla. Den har et indbyggertal på 14.105 (2024) indbyggere.